# Чорноморськ
Чорномо́рськ, до 1927 року Бугове — місто в Одеському районі Одеської області, відоме з XVIII ст. Адміністративний центр Чорноморської міської громади. Розташований у передмісті Одеси. Первісна, історична назва, пов'язана зі спільнотою козаків-чорноморців, — Бугові Хутори. Сучасна назва раніше була одною з неофіційних, народних назв Одеси, історичного Хаджи-бея, «столиці» Причорномор'я. Нині відомий як один з найбільших портів Українського господарства. Звідси ходять пороми на Варну та до Грузії, регулярні пасажирські морські рейси до Стамбула, в тій чи іншій мірі існує зв'язок з усім Причорномор'ям.

## Географія

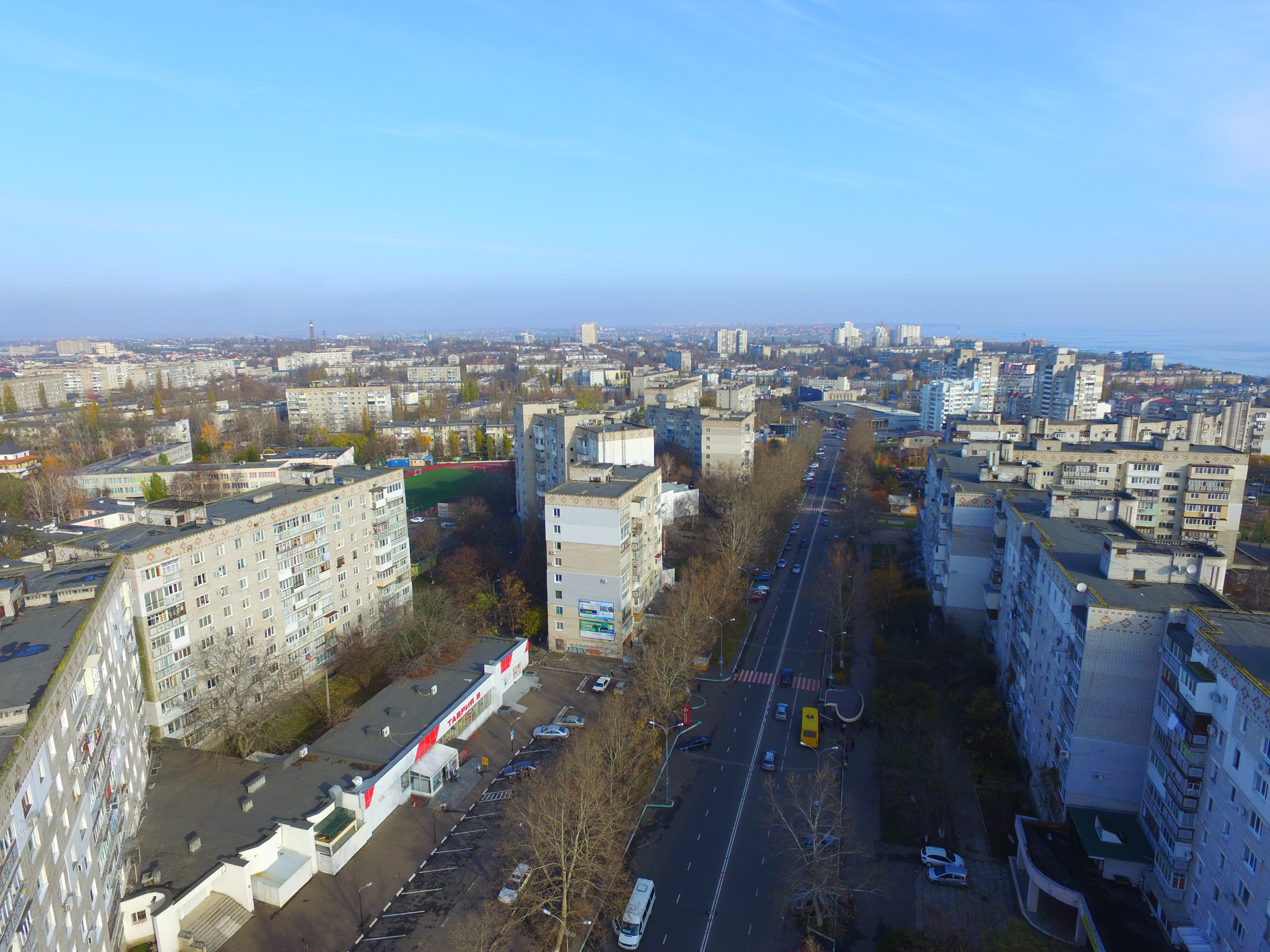
Проспект Миру — одна із центральних вулиць міста

Місто Чорноморськ розташоване на південному березі Сухого лиману та на узбережжі Чорного моря. Відстань до облцентру становить 29 км і проходить автошляхом Н04. Чорноморськ дуже компактний, більшість будівель — багатоповерхівки. Місто швидкими темпами розбудовується. Нещодавно йому було надано статус міста-курорту, що стало великим стимулом для розбудови та реконструкції рекреаційних зон.
Місто має чітке зонування території: промислові райони розміщені уздовж лиману, житлові райони — уздовж моря, між ними широка смуга зелених насаджень, площа яких становить 325 га. Уздовж південного берега лиману простягнулися десятки причалів Морського торговельного порту «Чорноморськ». Приморська зона міста добре впорядкована. У ній розміщені парк, пляж, водна станція. На узбережжі моря є численні бази відпочинку.
Найтепліший місяць року — липень, з середньомісячною температурою +21,9 °C, найхолодніший — січень — −1,1 °C. Упродовж року випадає 449 мм опадів, з яких найбільше — у липні (48 мм).

## Назва

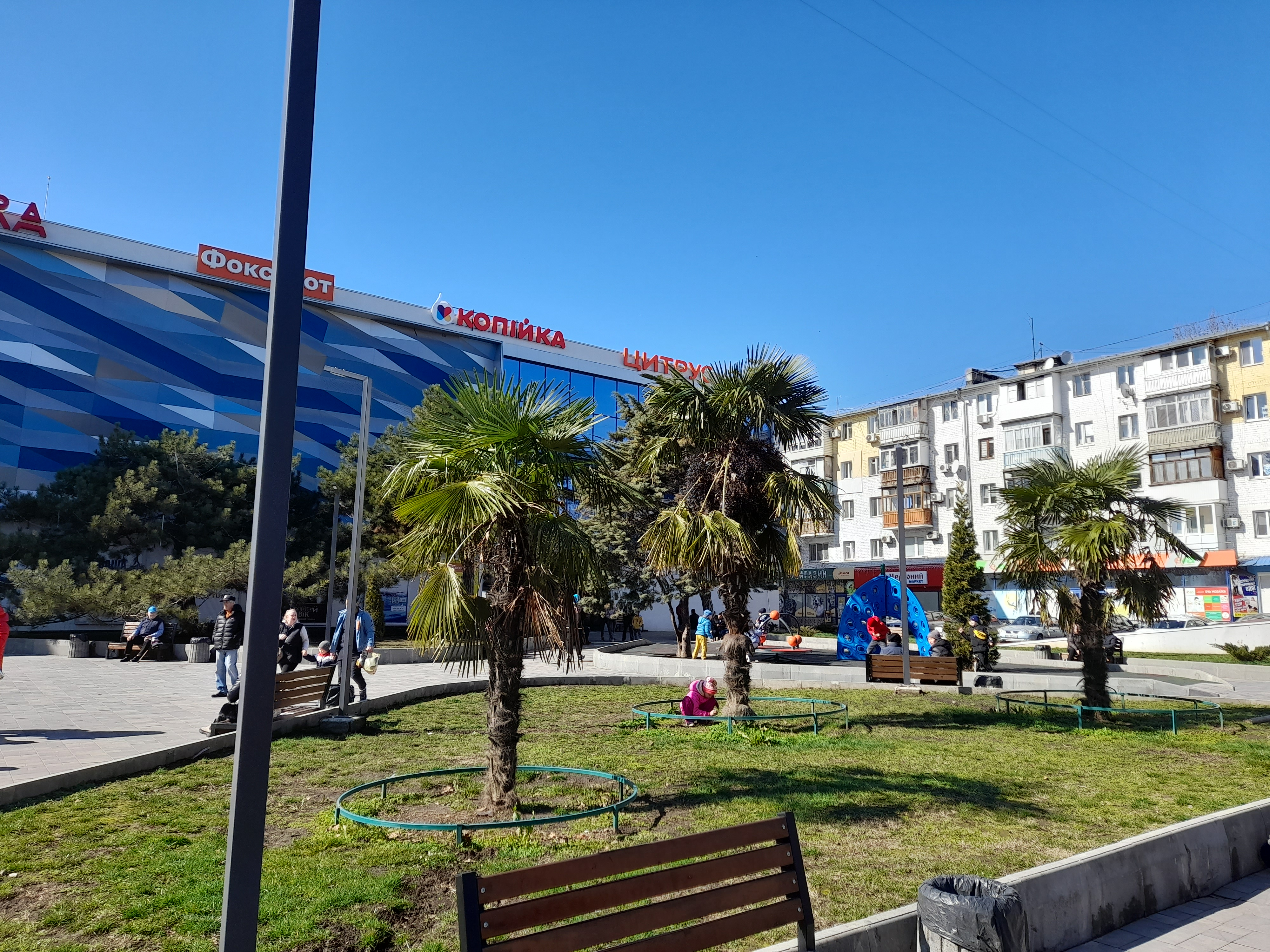
Центр міста — просп. Миру

- до 1927 — Бугове
- 1927—1952 — Іллічівське
- 1952—2016 — Іллічівськ
- від 2016 — Чорноморськ

### Перейменування міста
Місто Іллічівськ підлягало перейменуванню згідно із законом «Про засудження комуністичного та націонал-соціалістичного (нацистського) тоталітарних режимів в Україні та заборону пропаганди їх символіки».
Серед пропозицій щодо перейменування — повернення історичної назви — Бугове (Бугові Хутори), а також новітні назви, як-от Скіфополь чи Святослав. Натомість мер міста Валерій Хмельнюк запропонував визнати, що Іллічівськ названий не на честь Володимира Ілліча Леніна, а на честь біблійного пророка Іллі, і, в такий спосіб, фактично уникнути перейменування. Одним із запланованих заходів було призначено заміну пам'ятника Леніну на пам'ятник пророку Іллі. 3 вересня 2015 р. було проведено демонтаж статуї Леніна.
12 листопада 2015 року жителі міста на громадських слуханнях рекомендували міськраді звернутися до Верховної Ради з клопотанням про перейменування міста на Чорноморськ, за дану пропозицію проголосували 348 учасників із 385. Варіант «Іллічівськ» підтримали всього 26 осіб, також розглядалися варіанти Іллінськ, Пальміра, Порто-Франко, Приморськ, Святослав, Примор'я, Геліос, Миропіль, Портополій, Саус-Парк, Добромир, Скіфів, Портомаре, Миринськ, Берморія, Іллис, Сонцеморськ, Бугаз, Буговоморськ. 4 лютого 2016 Верховна Рада ухвалила постанову № 3854 про перейменування. Постанова набула чинності 18 лютого 2016 року.

## Історія
Хоча Чорноморськ і молоде місто, але територія, на якій розташоване місто, має свою багатовікову історію, про що в якійсь мірі нагадує і назва міста.
Найдавнішим відомим місцем облаштування людей на території Чорноморська є багатошарове поселення Старе Бугове, розташоване на березі моря.
До грудня 1791 року — дати офіційного входження краю до складу Російської імперії — Буго-Дністровське межиріччя входило до складу руських і половецьких улусів (областей) Татарського царства (Золотої Орди), Великого Князівства Литовського, Польського Королівства, Кримського ханства, Османської імперії.
У 1790—1793 рр. землі міста до Північного Причорномор'я, самобутнього регіону у складі сучасного Українського господарства, де сформувалася локальна спільнота козаків-чорноморців, яка стала військовоутворюючою для Чорноморського Війська.

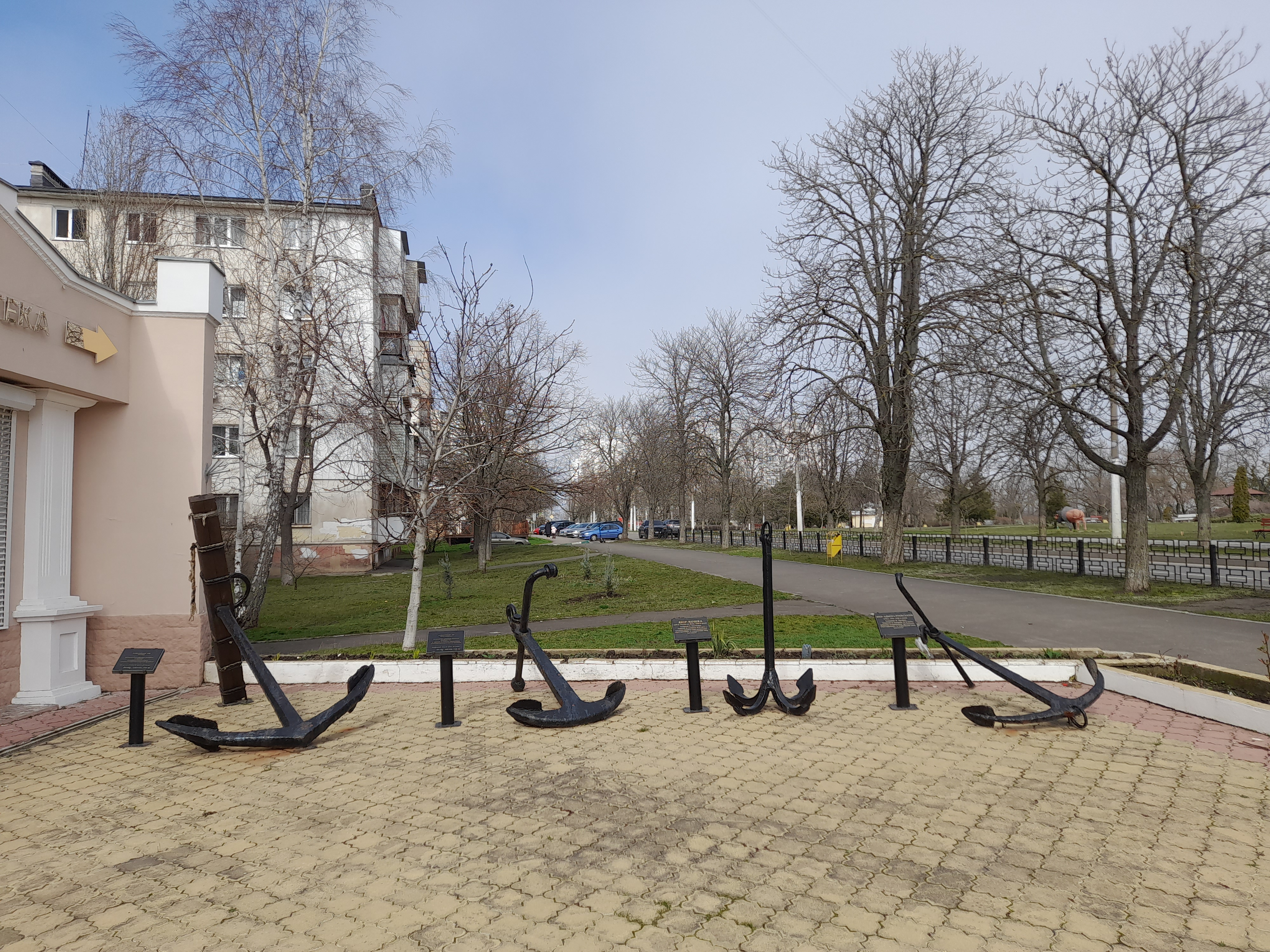
Експозиція старовинних якорів на вул. Парковій

Наприкінці XVIII ст. та на початку XIX ст. після звільнення прихильниками Російської імперії цього уламку древнього Руського і Київського великого князівства від влади Турецького царства, Османської імперії тут почали селитися біженці з Туреччини — греки, албанці, молдовани, німці та ін. Також в освоєнні краю брали участь переселенці з Гетьманщини і Речі Посполитої — українці, запорожці, задніпровці, волинці, галичани, поліщуки, литвини, поляки.
По морському узбережжю і по правому берегу Сухого лиману були розкидані так звані Бугові хутори. Їхнє походження пов'язане з конкретною історичною особою — бойовим офіцером, греком за національністю Андрієм Бугою, що володів тут орними землями та побудував на свої кошти у 1814 році першу будівлю церкви Успіння Божої Матері в Олександрівці. Жителі хуторів займалися переважно риболовлею.
У 1896 році на хуторі Бугове вже було 10 дворів, працювало кілька рибних заводів. А в околицях лиману поступово виникли землеробські господарства.
Після встановлення радянської влади, у 1927 році, хутір Бугове був перейменований в Іллічівський. Через рік місцеві селяни організували тут кілька товариств зі спільної обробки землі.
У 1950 році було прийнято рішення про будівництво великого суднобудівного заводу. У серпні 1952 року селище, в якому проживало 3000 людей, було зарахо́ване до категорії селищ міського типу й отримало назву Іллічівськ.
У 1957 році в Сухому лимані було розпочато будівництво торговельного порту, який було відкрито 5 серпня 1958 року.
У 1962 р. с. Червоне Іллічівської селищної Ради Одеської міськради виключено з облікових даних.
12 квітня 1973 р. Іллічівську надали статус міста обласного підпорядкування.
У 1987 р. до Іллічівська було приєднано с. Іллічівку.
9 липня 2003 року у межі міста Іллічівськ включили 1396,0 гектара земель, які знаходились у віданні Іллічівської міської ради, 99,37 гектара земель, які знаходились у віданні Молодіжненської сільської ради Овідіопольського району і затвердили межі міста Іллічівська загальною площею 2124,37 гектара.
27 лютого 2022 року під час вторгнення в Україну ЗС РФ була здійснена невдала спроба висадити морський десант у районі міста.

## Політика

### Парламентські вибори, 2019
На позачергових парламентських виборах 2019 року у місті функціонували 23 окремі виборчі дільниці № 511014–511035, 511446.
Результати
- зареєстровано 43359 виборців, явка 57,28 %, найбільше голосів віддано за «Слугу народу» — 45,40 %, за «Опозиційну платформу — За життя» — 23,25 %, за Партію Шарія — 7,01 %.[19] В одномандатному окрузі найбільше голосів отримав Сергій Колебошин (Слуга народу) — 35,79 %, за Василя Гуляєва (самовисування) — 32,43 %, за Сергія Червачова (самовисування) — 8,80 %[20].

## Населення

### Національний склад
Національний склад населення за даними перепису 2001 року:
| Національність  | Відсоток |
| --------------- | -------- |
| українці        | 67,65 %  |
| росіяни         | 27,42 %  |
| білоруси        | 1,08 %   |
| болгари         | 0,98 %   |
| молдовани       | 0,90 %   |
| вірмени         | 0,23 %   |
| поляки          | 0,20 %   |
| грузини         | 0,18 %   |
| гагаузи         | 0,15 %   |
| євреї           | 0,13 %   |
| інші/не вказали | 1,08 %   |

### Мовний склад
Рідна мова населення за даними перепису 2001 року:
| Мова            | Чисельність, осіб | Відсоток |
| --------------- | ----------------- | -------- |
| Російська       | 32 770            | 60,57 %  |
| Українська      | 20 682            | 38,23 %  |
| Болгарська      | 139               | 0,25 %   |
| Румунська       | 113               | 0,21 %   |
| Білоруська      | 99                | 0,18 %   |
| Вірменська      | 69                | 0,13 %   |
| Гагаузька       | 14                | 0,03 %   |
| Інші/Не вказали | 216               | 0,40 %   |
| Разом           | 54 102            | 100 %    |

| 1959 | 1970   | 1979   | 1989   | 2001   | 2016   | 2025    |
| ---- | ------ | ------ | ------ | ------ | ------ | ------- |
| 4314 | 30 340 | 43 133 | 54 838 | 54 151 | 59 825 | ▼54 102 |

## Економіка

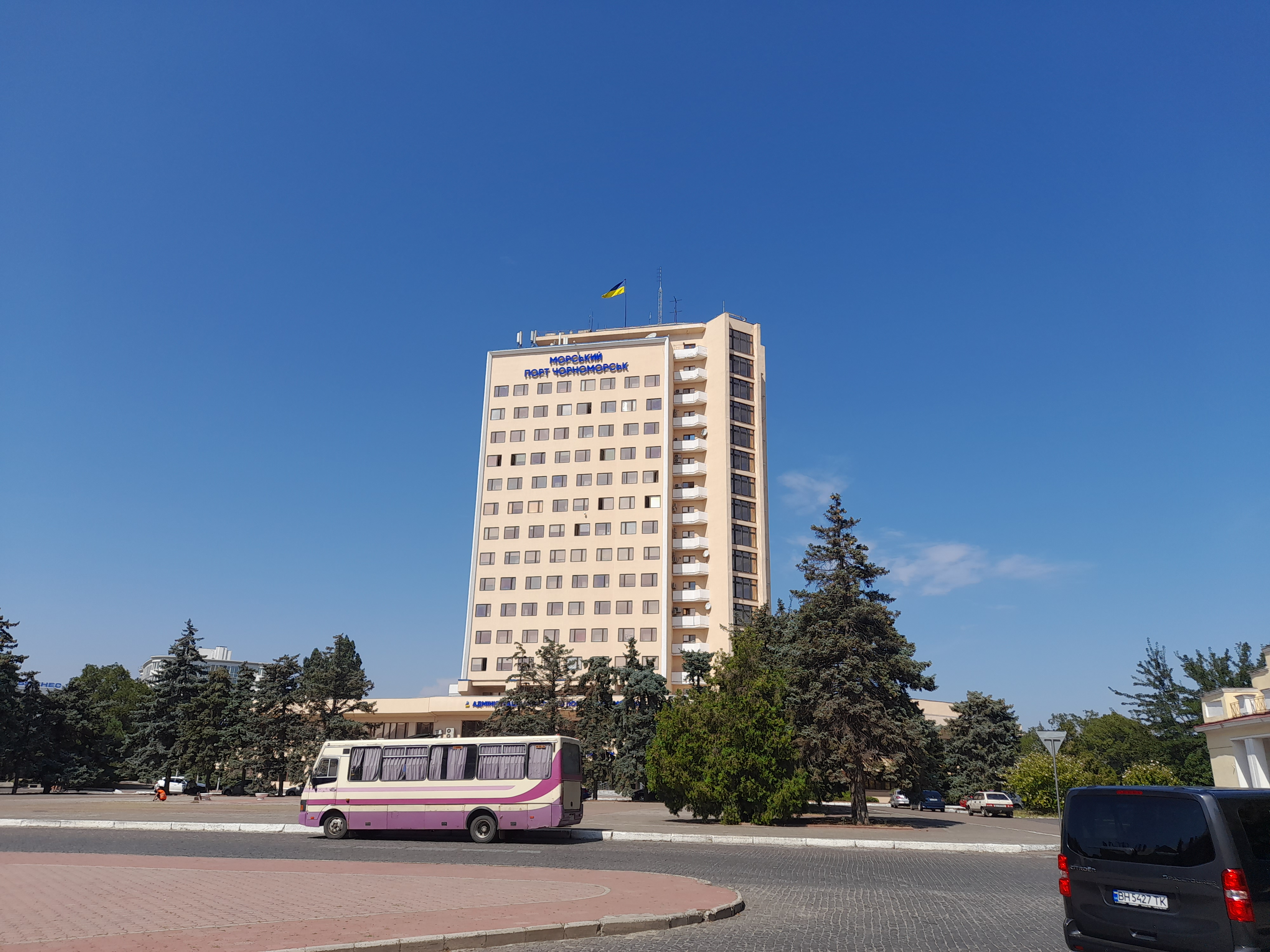
Будівля управління порту

Головним підприємством міста є Морський торговельний порт «Чорноморськ» — один з «наймолодших» на Чорному морі. Будувався в радянський час із кінця 1950-х (закінчений у 1960-х) років, в основному для морського товарообігу з сусідніми країнами.
Має залізничні та автомобільні підходи, пов'язані з магістралями країни. Діють міжнародні поромні переправи Чорноморськ — Варна (Болгарія), Чорноморськ — Поті та Чорноморськ — Батумі (Грузія), Чорноморськ — Стамбул, Чорноморськ — Деріндже. У порту розташований міжнародний транспортний проєкт з обробки регулярного контейнерного потягу «Вікінг» за маршрутом Чорноморськ — Київ — Мінськ — Вільнюс — Клайпеда і в зворотному напрямку.
Вантажно-розвантажувальні комплекси порту, що складаються з 28 причалів загальною довжиною 5500 метрів, оснащені сучасним перевантажувальним устаткуванням, зокрема портальними кранами вантажністю від 5 до 40 тонн, тягачами, автомобільними кранами тощо.
До складу порту входить допоміжний флот, що включає буксири, плавучі крани вантажністю до 300 тонн, танкери-бункерувальники, плавучий зерноперевантажувач, лоцманські катери, нафтосміттєзбиральні та інші плавзасоби.
Порт має можливість перевантажувати за рік до 20 мільйонів тонн вантажів, основну частину яких становить різноманітна металопродукція, контейнери, автомобілі, тарно-штучні вантажі, важковагове обладнання, мінеральні добрива, зерно, рослинні олії, технічні рідини.

## Освіта
У місті діють два професійно-технічних училища ІПСЛ-15 і ІМКОНМУ-22, де навчаються понад 1500 учнів, українська гімназія, шість середніх шкіл I—III ступенів (3 україномовні) та одна середня школа I—II ступенів, в яких навчаються 10 000 учнів, Школа мистецтв, Будинок творчості учнів, дитячий екологічний центр, дитячо-юнацька спортивна школа, центр культури і мистецтв, а також ряд муніципальних і відомчих дошкільних установ.

## Релігія

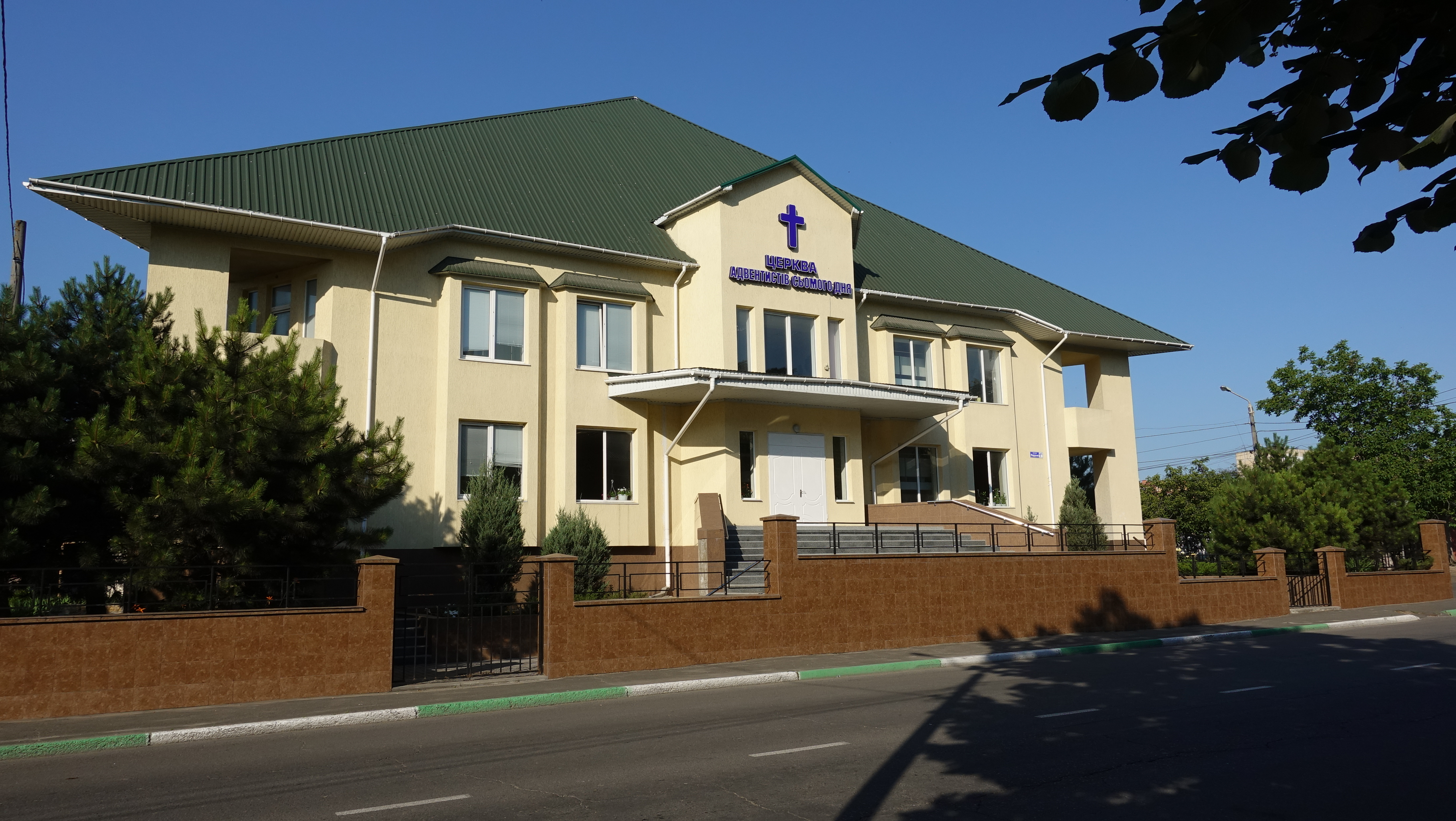
Церква Адвентистів сьомого дня

У місті діють громади ПЦУ, УПЦ МП, РКЦ та Церкви адвентистів сьомого дня.

### Християнство
Свято-Преображенська церква (УПЦ МП)
Церква святого Іллі (УГКЦ)
Костел Матері Божої Неустанної Допомоги (РКЦ)
Церква «Воскресіння» (Баптизм)
Церква адвентистів сьомого дня

## Туризм

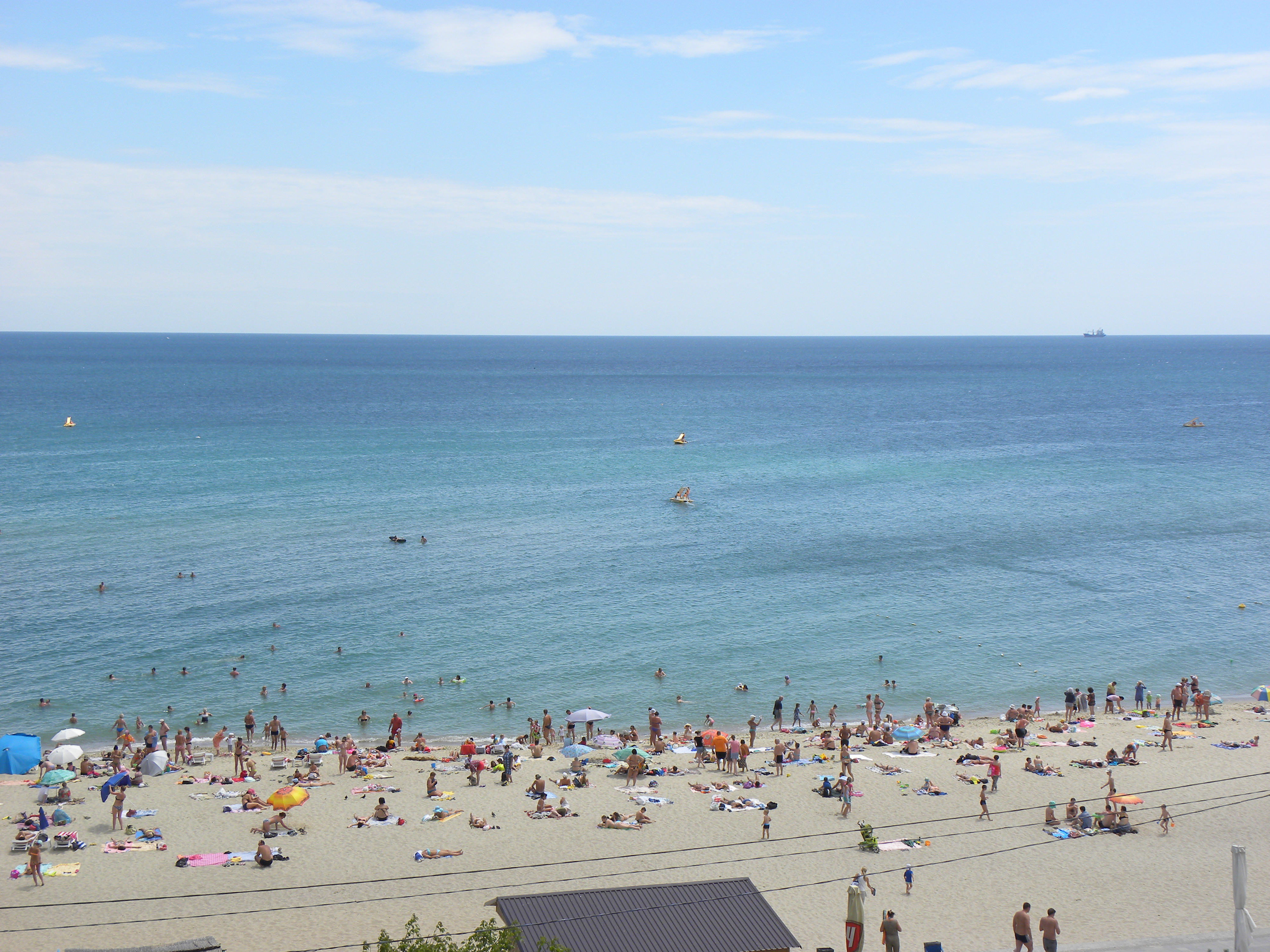
Пляжі Чорноморська

У місті швидко розвивається пляжний туризм. У місті велика увага приділяється дозвіллю та відпочинку. Пляжі, які простягнулися на 12 кілометрів уздовж моря, підтримуються в чистоті й порядку. Місто спроектоване компактно і зручно. Транспортні розв'язки з'єднують між собою торгові центри, місця відпочинку та житлові райони. Це сприяє притоку туристів у літній сезон, який триває з травня по жовтень. У цей період населення Чорноморська практично потроюється.

## Пам'ятки міста

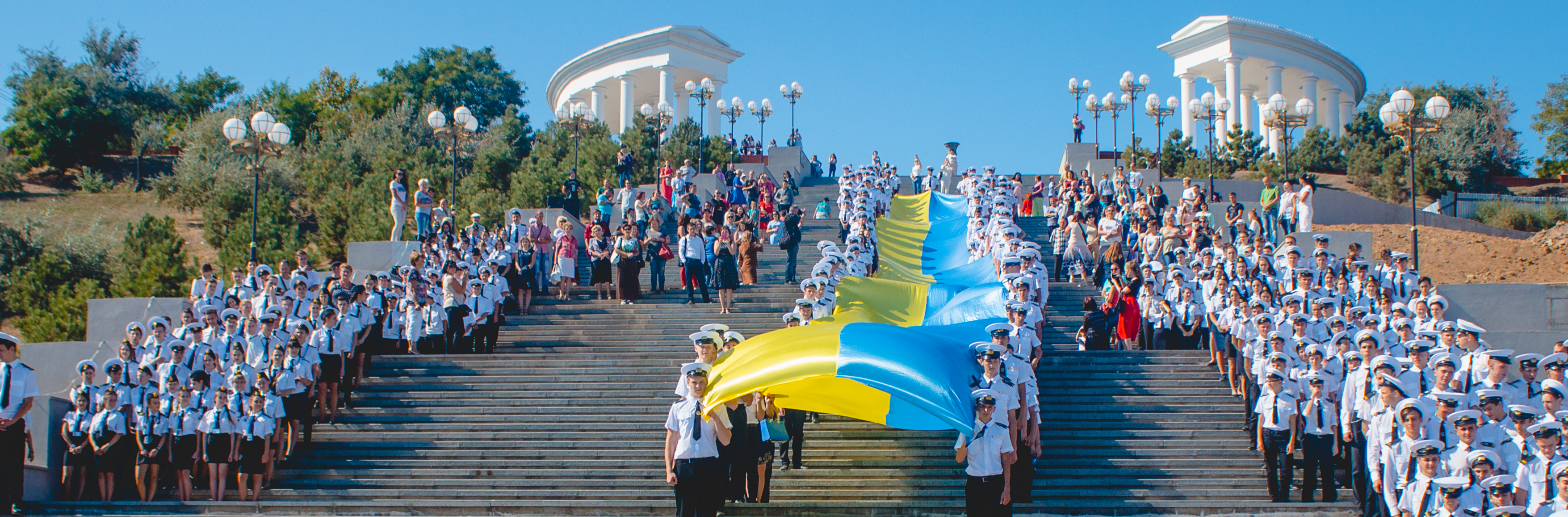
Приморські сходи

- Музей образотворчих мистецтв ім. Олександра Білого[24][25]. Музейні працівники підготували до екстренного транспортування у випадку загрози російського вторгнення майже 2 тисячі порцелянових виробів, понад 100 художніх полотен і майже 200 одиниць графіки.[26]
- Приморські сходи — мають 155 сходинок, що на 37 менше, ніж у однотипної пам'ятки Одеси. На верхній частині є площа з двома колонадами, сходи спускаються до міського пляжу.[27][28]
- Чорноморський маяк;
- Пам'ятник засновнику Морського торговельного порту Чорноморськ — Олександру Євгеновичу Данченку.

## Музика
Незважаючи на невелику площу, Чорноморськ має дуже велику кількість музичних колективів, здебільшого андерґраундних напрямків. Серед усіх музичних груп і композиторів особливо привабливі в якісному плані Shedding Tears, Хроніка, Good Chemistry, Ziegelstein. Також у місті з 2000 року (дата неточна) транслюється передача Metal Special. Пізніше організатори цієї передачі успішно організували концерти для груп локальної сцени, які проводяться під назвою Metal Special Fest (MSF). Також у місті проводиться фестиваль Black Sea Metal.

## Спорт
Завдяки приморським пляжам у Чорноморську велику популярність завоювали пляжні види спорту. У 2007 році з метою розвитку цих видів спорту була створена Асоціація пляжних видів спорту м. Чорноморська.
У місті є футбольний клуб «Старт», який бере участь у чемпіонаті України з пляжного футболу.
У 2010 р. в місті було створено спортивне товариство «Здоров'я» з метою розвитку екстремальних і масових видів спорту. Головним проектом спортивного товариства на сьогодні є будівництво екстрим-парку «XS».
Крім цього, в місті працює 3 дитячі спортивні школи, безліч спортклубів, танцювальних шкіл, сім сучасних відкритих стадіонів, яхт-клуб, дайвінг-центр і база моряків. У Чорноморську підготували 12 членів для збірних команд України з різних видів спорту, у тому числі призерів олімпійських ігор.

## Засоби масової інформації
З 1977 року тут видається газета Чорноморської міської ради «Черноморский маяк».

## Міста-побратими
- Маарду, Естонія
- район Бейоглу, Стамбул, Туреччина
- Тчев, Польща
- Хайкоу, Китайська Народна Республіка
- Нарва, Естонія
- Вісмар, Німеччина[31]
- Бойнтон-Біч, США
- Нінхай, Китайська Народна Республіка
- Хинчешти, Молдова

## Персоналії, пов'язані з містом
Докладніше: Персоналії: Чорноморськ
- Бабуріна Світлана Миколаївна (* 1985) — українська пляжна волейболістка, тренерка. Дванадцятиразова чемпіонка України. Триразова володарка Кубка України.
- Горбунов Дмитро Вікторович (1981—2016) — солдат Збройних сил України, учасник російсько-української війни.
- Ігор Кузьменко (нар. 1987) — танцюрист, хореограф, кіноактор, переможець міжнародних танцювальних конкурсів. Учасник п'ятого сезону проєкту Танці з зірками
- Конокеєнко Дмитро Павлович (1990—2017) — молодший сержант Збройних сил України, учасник російсько-української війни.
- Манів Денис Романович (1981—2015) — український правник та політик.
- Пихтєєв Василь Юрійович (1983—2015) — старший сержант, 28-ма бригада, загинув при обороні Мар'їнки.
- Романюк Дар'я Ігорівна (* 2004) — українська пляжна волейболістка. Чемпіонка світу; двічі срібна призерка чемпіонату Європи.
- Савінов Едуард Володимирович (1970—2016) — молодший сержант Збройних сил України, учасник російсько-української війни.
- Феклісова Наталія Євгенівна (* 1974) — українська веслувальниця-байдарочниця, срібна призерка чемпіонату світу, учасниця літніх Олімпійських ігор в Сіднеї. Майстер спорту України міжнародного класу.
- Шум Віталій Олександрович (1984—2014) — солдат Збройних сил України, учасник російсько-української війни, загинув 2014-го під Маринівкою.
- Лефі Богдан Борисович (1980—2023) — солдат 126 обр тро.
- Паршенко Дмитро Олександрович (1974—2022) — молодший сержант 126 обр тро.
- Агаджанов Васіф Ібратович (1989—2023) солдат 126 обр тро.
- Бабан Арсеній Вадимович (1997—2023) солдат
- Бережок Олександр Вікторович (1976—2023) солдат
- Глумаков Микола Миколайович (1986—2023) — учасник російсько-української війни.
- Демидась Олександр Миколайович (1970—2023) — сержант
- Пасічник Андрій Іванович (1977—2023) — сержант
- Пащак Ярослав Петрович (1922—1996) — член Південної похідної групи ОУН (1941), краєзнавець[32].
- Попов Дмитро Олександрович (1989—2023) — молодший сержант
- Сердюк Єва Олександрівна (* 2004) — українська пляжна волейболістка. Бронзова призерка чемпіонату Європи; чемпіонка України.
- Тенц Сергій Олександрович (1989—2023) солдат
- Яковлєв Михайло Сергійович (1967—2023) — старший солдат Збройних сил України, учасник російсько-української війни.